# 27845 Josephmeyer
27845 Josephmeyer (1994 TJ16) là một tiểu hành tinh vành đai chính được phát hiện ngày 5 tháng 10 năm 1994 bởi F. Borngen ở Tautenburg.